# ميريام كاستنر
ميريام كاستنر (بالإنجليزية: Miriam Kastner)‏ هي جيوكيميائية وعالمة محيطات أمريكية، وتعمل أستاذة جامعية في جامعة كاليفورنيا في سان دييغو وَفي معهد سكريبس لعلوم المحيطات.
وُلدت ميريام في 22 يناير 1935 في مدينة براتيسلافا، وفي عام 1964 حَصلت على شهادة الماجستير في الجيولوجيا من الجامعة العبرية في القدس، وفي عام 1970 حصلت على شهادة الدكتوراة من جامعة هارفارد.